# Classique d'Ordizia
La Classique d'Ordizia (officiellement Prueba Villafranca-Ordiziako Klasika) est une course cycliste espagnole disputée à Ordizia, au Pays basque. Créée en 1922, elle fait partie de l'UCI Europe Tour depuis 2005, en catégorie 1.1. Elle fait également partie de la Coupe d'Espagne depuis 2019.
Il s'agit de l'une des plus anciennes courses d'un jour espagnoles. Les éditions disputées entre 1944 et 1947, 1949 et 1951, en 1955, 1957 et 1975 étaient réservées aux amateurs. En 1952 et 1974, la course était composée de deux étapes.

## Palmarès
| Année                 | Vainqueur                    | Deuxième                    | Troisième                   |
| --------------------- | ---------------------------- | --------------------------- | --------------------------- |
| 1922                  | Francisco Sarasola           |                             |                             |
| 1923                  | Joaquim Lete                 | Jesús Maiza                 | Ramon Loidi                 |
| 1924                  | Cesareo Sarduy               |                             |                             |
| 1925                  | Esteban Zubiaurre            | José Gurruchaga             | Benito Ayastuy              |
| 1926                  | Lucas Jauregui               | Francisco Cepeda            | Andrés Arriaga              |
| 1927                  | Ricardo Montero              | Telmo García                | Enrique Aguirre             |
| 1928                  | Mució Miquel                 | Manuel López                | Ricardo Montero             |
| 1929                  | Juan Valderrey               |                             |                             |
| 1930                  | Ricardo Montero              | Juan Valderrey              | Federico Ezquerra           |
| 1931                  | Ricardo Montero              | Francisco Cepeda            | Eusebio Bastida             |
| 1932                  | Ricardo Montero              | Federico Ezquerra           | Jesús Dermit                |
| 1933                  | Salvador Cardona             | Mariano Cañardo             | Ricardo Montero             |
| 1934                  | Emiliano Álvarez             | Fermín Trueba               | Vicente Carretero           |
| 1935                  | Ricardo Montero              | Salvador Molina             | Antonio Escuriet            |
| 1936-1937 Non disputé |                              |                             |                             |
| 1938                  | Federico Ezquerra            | Jesús Dermit                | Antonio Ugarteburu          |
| 1939                  | José Félix Ezcauriaza        | Federico Ezquerra           | Antonio Ugarteburu          |
| 1940                  | Federico Ezquerra            | Antonio Ugarteburu          | José Félix Ezcauriaza       |
| 1941                  | Martín Mancisidor            | Enrique Torres              | Carmelo Elgarresta          |
| 1942                  | Félix Vidaurreta             | Ángel Puente                | Francisco Expósito          |
| 1943                  | Martín Mancisidor            | Miguel Lizarazu             | Cipriano Aguirrezábal       |
| 1944                  | Ignacio Esnaola              | Juan José Eizaguirre        | Eloy Lizazu                 |
| 1945                  | Ignacio Esnaola              | Ramón Garmendia             | Luis Zubizarreta            |
| 1946                  | Juan Cruz Ganzaraín          | Ignacio Esnaola             | José María Lopategui        |
| 1947                  | Juan Cruz Ganzaraín          | Juan José Eizaguirre        | Nicolás Galardi             |
| 1948                  | Francisco Expósito           | Francisco Michelena         | Ignacio Esnaola             |
| 1949                  | Vicente Aramburu             | Antonio Mendiburu           | Bonifacio Arrospide         |
| 1950                  | José Orbegozo                | Luciano Montero Rechou      | Antonio Mendiburu           |
| 1951                  | Antonio Mendiburu            | Joaquín Salaberría          | José María Apalategui       |
| 1952                  | Manuel Aizpuru               | Juan Cruz Ganzaraín         | Hortensio Vidaurreta        |
| 1953                  | Hortensio Vidaurreta         | Óscar Elgezabal             | Jesús Galdeano              |
| 1954                  | Hortensio Vidaurreta         | Cosme Barrutia              | Antonio Barrutia            |
| 1955                  | José Pérez Francés           | Emilio Cruz                 | Miguel Urquizar             |
| 1956                  | José Michelena               | Hortensio Vidaurreta        | Miguel Vidaurreta           |
| 1957                  | José Michelena               | Hortensio Vidaurreta        | Fausto Iza                  |
| 1958                  | Facundo Zabaleta             | José Luis Talamillo         | Hortensio Vidaurreta        |
| 1959                  | José Luis Talamillo          | Emilio Cruz                 | Jesús Galdeano              |
| 1960                  | Louis Goya                   | Jesús Galdeano              | Alfred Esmatges Yuste       |
| 1961                  | Roberto Morales              | Julio San Emeterio          | José Segú                   |
| 1962                  | Sebastián Elorza             | Luís Otaño                  | Emilio Cruz                 |
| 1963                  | Antonio Barrutia             | José Antonio Momeñe         | Fernando Manzaneque         |
| 1964                  | José Pérez Francés           | Luís Otaño                  | Ramón Mendiburu             |
| 1965                  | Roberto Morales              | Carlos Echeverría           | José María Errandonea       |
| 1966                  | Antonio Gómez del Moral      | Ginés García                | Aurelio González Puente     |
| 1967                  | Javier Otaola                | Juan Silloniz Achabal       | José Luis Uribezubia        |
| 1968                  | Gregorio San Miguel          | Vicente López Carril        | Juan Silloniz Achabal       |
| 1969                  | Miguel María Lasa            | José Manuel López Rodríguez | José Antonio Momeñe         |
| 1970                  | Francisco Gabica             | Gabriel Mascaró             | Francisco Galdós            |
| 1971                  | Domingo Perurena             | Vicente López Carril        | José Manuel López Rodríguez |
| 1972                  | Domingo Perurena             | Agustín Tamames             | Juan Zurano                 |
| 1973                  | Santiago Lazcano             | Francisco Galdós            | Vicente López Carril        |
| 1974                  | José Pesarrodona             | Miguel María Lasa           | Antonio Menéndez            |
| 1975                  | Pierre-Raymond Villemiane    | Luis Alberto Ordiales       | Félix Pérez                 |
| 1976                  | Domingo Perurena             | Vicente López Carril        | Miguel María Lasa           |
| 1977                  | Vicente López Carril         | José Enrique Cima           | Manuel Esparza              |
| 1978                  | Miguel María Lasa            | Antonio Menéndez            | Andrés Oliva                |
| 1979                  | Faustino Rupérez             | Vicente Belda               | Pedro Vilardebo             |
| 1980                  | Ismaël Lejarreta             | José Luis Mayoz             | Jordi Fortià Martí          |
| 1981                  | Marino Lejarreta             | Johan De Muynck             | Bernardo Alfonsel           |
| 1982                  | Faustino Rupérez             | Modesto Urrutibeazcoa       | Alfio Vandi                 |
| 1983                  | José Recio                   | Julián Gorospe              | Federico Echave             |
| 1984                  | Pedro Muñoz                  | Enrique Aja                 | Antonio Coll                |
| 1985                  | Iñaki Gastón                 | Jokin Mujika                | Pedro Muñoz                 |
| 1986                  | Peter Hilse                  | Vicente Belda               | Guillermo Arenas            |
| 1987                  | Claude Séguy                 | Stephen Hodge               | Arsenio González            |
| 1988                  | Marino Lejarreta             | Jon Unzaga                  | Jokin Mujika                |
| 1989                  | Marino Lejarreta             | Federico Echave             | Jokin Mujika                |
| 1990                  | Miguel Ángel Martínez Torres | Marino Lejarreta            | Federico Echave             |
| 1991                  | Neil Stephens                | Serge Baguet                | Mikel Zarrabeitia           |
| 1992                  | Abraham Olano                | Antonio Martín Velasco      | Harry Lodge                 |
| 1993                  | Neil Stephens                | Noël Szostek                | Bo André Namtvedt           |
| 1994                  | Neil Stephens                | Frank Vandenbroucke         | José María Jiménez          |
| 1995                  | Neil Stephens                | Stefano Della Santa         | Frank Vandenbroucke         |
| 1996                  | Aitor Garmendia              | Arsenio González            | Prudencio Indurain          |
| 1997                  | Laurent Lefèvre              | Frédéric Bessy              | Francisco Mancebo           |
| 1998                  | Frank Vandenbroucke          | Gianluca Bortolami          | Mirko Celestino             |
| 1999                  | Laurent Jalabert             | Andreï Tchmil               | Pascal Hervé                |
| 2000                  | Javier Otxoa                 | Patrice Halgand             | David Etxebarria            |
| 2001                  | David Clinger                | Rafael Díaz Justo           | Alexandr Shefer             |
| 2002                  | Mikel Zarrabeitia            | Vladimir Karpets            | Óscar Pereiro               |
| 2003                  | Alejandro Valverde           | Antonio Colom               | Gorka Gerrikagoitia         |
| 2004                  | David Herrero                | Gustavo Domínguez           | David Latasa                |
| 2005                  | Carlos García Quesada        | Daniel Moreno               | Adolfo García Quesada       |
| 2006                  | Félix Cárdenas               | Alberto Rodríguez Oliver    | David Latasa                |
| 2007                  | Joaquim Rodríguez            | Julián Sánchez Pimienta     | José Alberto Benítez        |
| 2008                  | Vladimir Karpets             | Bruno Pires                 | Sergio Pardilla             |
| 2009                  | Jaume Rovira                 | Joaquim Rodríguez           | Pablo Urtasun               |
| 2010                  | Gorka Izagirre               | Manuel Ortega Ocaña         | Pablo Lastras               |
| 2011                  | Julien Simon                 | Daniel Moreno               | Pablo Lastras               |
| 2012                  | Gorka Izagirre               | Esteban Chaves              | Miguel Ángel Rubiano        |
| 2013                  | Daniel Teklehaimanot         | Ángel Madrazo               | David Arroyo                |
| 2014                  | Gorka Izagirre               | Luis León Sánchez           | José Herrada                |
| 2015                  | Ángel Madrazo                | Ion Izagirre                | Amets Txurruka              |
| 2016                  | Simon Yates                  | Ángel Madrazo               | Alexander Vdovin            |
| 2017                  | Sergey Shilov                | Benjamín Prades             | Dmitri Strakhov             |
| 2018                  | Robert Power                 | Simon Yates                 | Krists Neilands             |
| 2019                  | Rafael Valls                 | Jesús del Pino              | Juan Antonio López-Cózar    |
| 2020                  | Simon Carr                   | Kyle Murphy                 | Winner Anacona              |
| 2021                  | Luis León Sánchez            | Juan Ayuso                  | Roger Adrià                 |
| 2022                  | Simon Yates                  | Dion Smith                  | Xavier Cañellas             |
| 2023                  | Marc Hirschi                 | Ben Healy                   | Juan Ayuso                  |
| 2024                  | Jan Christen                 | Vincenzo Albanese           | Pau Miquel                  |
| 2025                  | Igor Arrieta                 | Isaac Del Toro              | António Morgado             |